# 松岡里枝
松岡 里枝（まつおか りえ、Rie Matsuoka、1989年10月23日 - ）は、日本の女性ファッションモデル、ブロガーである。既婚。

## 経歴

### モデル
主に『Popteen』などのギャル系雑誌の読者モデルとして活動している。2009年1月1日からCROOZブログで公式ブログ『おかりえブログ』を開始した。2010年7月30日、CROOZブロガーを集めたフリーペーパー「TOKYO BLOGGER STYLE」の表紙を小原優花（ゆんころ）と共に飾った。2013年5月号（同年4月1日発売）をもってpopteenを卒業。小悪魔ageha専属モデルを務めた。

### ブランドディレクター
2010年5月、CECIL McBEEなどのブランドを展開するジャパンイマジネーションに契約社員として入社し、ファッションブランド「Ank Rouge（アンクルージュ）」を立ち上げた。ブランド名は「女性のための愛と幸福のシンボル」で「♀」を示す「Ank」と、「赤く高揚したピンク」を意味する「Rouge」から命名した。同年9月4日にSHIBUYA109の6階に1号店がオープンした。
2011年4月、SHIBUYA109NETSHOP上での個人情報流失事件について謝罪し、本人はその原因として「予期せぬほどのアクセスの集中」「携帯端末の特性」「システムの弱さ」がサーバーのエラーとして起こったと述べており、自身のミスや確認不足かという指摘については否定した。
2016年9月、Ank Rougeディレクターを辞任。同時にジャパンイマジネーションを退社。その後はアパレルブランド「efla」（エフラ）を立ち上げ、2023年は本田圭佑率いる社会人サッカークラブ『EDO ALL UNITED』のブロンズスポンサーにもなった。

## 人物
神奈川県茅ヶ崎市生まれ。4人兄妹の3番目で、兄2人と弟1人がいる。中学時代はバレーボール部に入っていた。
2009年2月から東京都渋谷区で一人暮らしをしている。たびたびブログが自身の軽率な行為（不良品、リアルファーの告知の件など）で炎上し、謝罪する事態となっている。

## 私生活
村田莉、井上乃帆、舟山久美子などと仲が良い。
2012年3月、モデルのKENZOとの熱愛を発表したが、2013年に破局を報告。
2020年7月、一般男性との入籍を報告。2022年11月に第1子妊娠を報告し、翌2023年5月に女児を出産した。

## 出演

### 雑誌
- 『Popteen』 読者モデル
- 『I LOVE mama』 2011年7月号で初登場[19]
- 『LOVEggg』

### テレビ番組
- 東京カワイイ★TV（NHK、2009年・2010年）ゲスト出演

### ミュージックビデオ
- SoulJa「Way to Love〜最後の恋〜feat.唐沢美帆」（2010年）
- S'capade feat. 傳田真央「Mid Night Sweet」（2010年)
- So' Fly「First Kiss」（2010年）
- Lily.「気づいてよ… I Love You」(2010年)
- K.J. with YU-A「近づきたくて」（2011年）

## ドラマ化
本人の半生が『オシャレに恋したシンデレラ〜おかりえが夢を叶えるまで〜』としてドラマ化された。主役の松岡（ドラマ内では「松岡りえ（通称“おかりえ”）」）を演ずるのはアイドルのSKE48の松井玲奈。携帯電話サイトBeeTVにより2011年10月1日より独占配信。週1回更新、全14話。

### 動画
1. ↑  おかりえチャンネル♡ 【毎日メイク】愛用コスメとこだわり - YouTube（2019年12月1日）2023年7月22日閲覧。
2. ↑  【表紙】おかりえラスト表紙メイキング【Popteen】 - YouTube（2013年4月7日）2023年7月22日閲覧。